# Pleasure Buyers
Pour plus de détails, voir Fiche technique et Distribution.
Pleasure Buyers est un film muet américain réalisé par Chester Withey et sorti en 1925.

## Synopsis
Alors qu'il était assis dans sa propre maison, Gene Cassenas est mortellement abattu par un inconnu. Tad Workman, un ancien commissaire de police, est alors appelé pour enquêter sur l'affaire. Six personnes se retrouvent soupçonnées, dont Joan Wiswell, une belle mondaine, Tommy Wiswell, son frère, Terry, un ancien associé d'affaires de la victime, Helen Ripley, la fiancée de l'homme assassiné, le père du défunt, le général Ripley et un valet de pied. 
Avec une déduction précise, Tad prouve enfin que le valet a tué Cassenas en réglant le mécanisme de l'horloge pour tirer avec une arme à feu à un moment donné.

## Fiche technique
- Titre original : Pleasure Buyers
- Réalisation : Chester Withey
- Assistant-réalisateur : William C. McGann
- Scénario : Louis D. Lighton (en), Hope Loring (en)
- Photographie : Joseph Walker
- Montage :
- Producteur :
- Société de production : Warner Bros.
- Société de distribution : Warner Bros. (États-Unis), Gaumont British Distributors (Royaume-Uni)
- Pays d'origine :  États-Unis
- Langue : film muet avec les intertitres en anglais
- Format : Noir et blanc — 35 mm — 1,33:1 — Muet
- Genre : Film dramatique
- Durée : 70 minutes (1 h 10)
- Dates de sortie :
  -  États-Unis : 19 décembre 1925
  -  Royaume-Uni : 14 juin 1926
  -  Portugal : 27 août 1929

## Distribution
- Irene Rich : Joan Wiswell
- Clive Brook : Tad Workman
- Gayne Whitman : Genne Cassenas
- June Marlowe : Helen Ripley
- Chester Conklin : Burke
- Don Alvarado : Tommy Wiswell
- Edward Peil Sr. : Kildare
- Frank Campeau : Quintard
- Winter Hall : General Ripley
- Frank Leigh : Terry